# محمدآباد خرکش
محمدآباد خرکش روستایی در دهستان مؤمن‌آباد، بخش مرکزی شهرستان سربیشه در استان خراسان جنوبی است.
جمعیت این روستا در سال ۱۳۸۵، ۱۸۷ نفر بوده‌است.